# ارکان اسما
ارکان اسما اصطلاحی در علم حروف است؛ که مشخص می‌کند تعداد حروف در یک اسم چه تعداد است.
اسم یک کلمه نیست.
بسم الله الرحمن الرحیم می‌تواند یک اسم باشد.
این اسم چهار رکن دارد.
- رکن اول بسم.
- رکن دوم الله.
- رکن سوم الرحمن.
- رکن چهارم الرحیم.

و سه رکن باطنی که به همان فضای خالی است.
یعنی چهار رکن ظاهری؛ و هفت رکن باطنی.